# Chris Dyer
Christopher Dyer (Bendigo, 12 de fevereiro de 1968), mais conhecido como Chris Dyer, é um engenheiro australiano que atualmente trabalha para a McLaren em seus programas de corrida elétrica na Fórmula E (McLaren Formula E Team) e Extreme E (McLaren Extreme E Team). Ele foi o engenheiro chefe do programa da BMW no DTM e o ex-engenheiro de corrida de Michael Schumacher e Kimi Räikkönen na equipe de Fórmula 1 da Ferrari.

## Carreira no automobilismo
Dyer trabalhou com o equipamentos da V8 Supercars, com Tom Walkinshaw proprietário da Holden Racing Team em meados dos anos noventa ao lado de pilotos como Peter Brock e Craig Lowndes. Em dezembro de 1996, ele se mudou para a equipe de Fórmula 1 da Walkinshaw, a Arrows, trabalhando como engenheiro de dados chefe de Damon Hill. Em 1998, ele intensificou a engenharia de corrida, trabalhando com pilotos como Jos Verstappen.
Para a temporada de 2001, Dyer mudou-se para a Scuderia Ferrari, trabalhando como engenheiro de veículos de Michael Schumacher, ao lado de Luca Baldisserri. Ele assumiu o cargo de engenheiro de corrida de Kimi Räikkönen quando o finlandês se mudou para a Ferrari em 2007. No entanto, após os resultados decepcionantes na temporada de 2008, a Ferrari anunciou que Dyer seria substituído por Andrea Stella para a temporada de 2009, com Dyer promovido a engenheiro de pista.
Em 4 de janeiro de 2011 a Ferrari anunciou que Dyer foi substituído como chefe de engenharia de pista de corrida pelo ex-engenheiro da McLaren Pat Fry. Esta decisão foi tomada depois que Dyer fez a chamada para trazer Fernando Alonso nos boxes para cobrir o pit stop do australiano Mark Webber na corrida final de 2010, em Abu Dhabi. Esta decisão foi responsabilizada por custar a Alonso o título de pilotos, em favor de Sebastian Vettel que passou a se tornar campeão. Em outubro de 2012, foi anunciado que Dyer iria se juntar ao programa da BMW na DTM como engenheiro chefe.
Em 4 de fevereiro de 2016, foi anunciado pela equipe Renault que Dyer estaria retornando à Fórmula 1 como seu chefe do grupo de desempenho de veículos. Ele permaneceu nesse cargo mesmo após a equipe ser transformada na Alpine. Porém, ele deixou a equipe em dezembro de 2021.
Dyer voltou ao automobilismo em dezembro de 2022, quando se juntou à McLaren para trabalhar em seus programas de corrida elétrica na Fórmula E (McLaren Formula E Team) e Extreme E (McLaren Extreme E Team), substituindo Nick Chester como diretor técnico.